# María Celeste Giménez Navarro
María Celeste Giménez Navarro (Argentina; 2 de septiembre de 1987) es una política argentina del partido Unidad Ciudadana. Es Senadora de la Nación Argentina por la Provincia de San Juan desde 2023.

## Biografía
Giménez es profesora en psicología de la Universidad Nacional de San Juan y diplomada en prácticas sociales y educativas. A nivel público, trabajó como coordinadora provincial del RENAPER de la Provincia de San Juan.
En octubre de 2023, fue electa Senadora de la Nación Argentina por la Provincia de San Juan en las Elecciones legislativas de 2023.